# 鷺只雄
鷺 只雄（さぎ ただお、1936年 - 2018年）は、日本近代文学の研究者、都留文科大学名誉教授。文学博士。
福島県いわき市生まれ。東京教育大学文学部国文科卒業。都留文科大学教授を務め、2002年定年退官。中島敦、芥川龍之介、壺井栄を研究。腎不全で闘病し、姉から腎臓移植を受けた経験を描いた『姉から贈られたいのち』がある。2012年日本児童文学学会特別賞受賞。2013年『評伝壺井栄』でやまなし文学賞受賞。2018年9月20日、82歳で逝去。

## 著書
- 『中島敦論 「狼疾」の方法』有精堂出版 1990
- 『芥川竜之介』河出書房新社 1992 （年表作家読本）
- 『姉から贈られたいのち 私の腎臓移植体験』講談社 1994
- 『芥川龍之介と中島敦』翰林書房 2006
- 『評伝壺井栄』翰林書房、2012

## 編著
- 中島敦 文泉堂出版 1977 （叢書現代作家の世界）
- 壷井栄 日外アソシエーツ 1992 （人物書誌大系）
- 文学研究のたのしみ 田中実、阿毛久芳、新保祐司、牛山恵共編 鼎書房 2002